# Tridacna

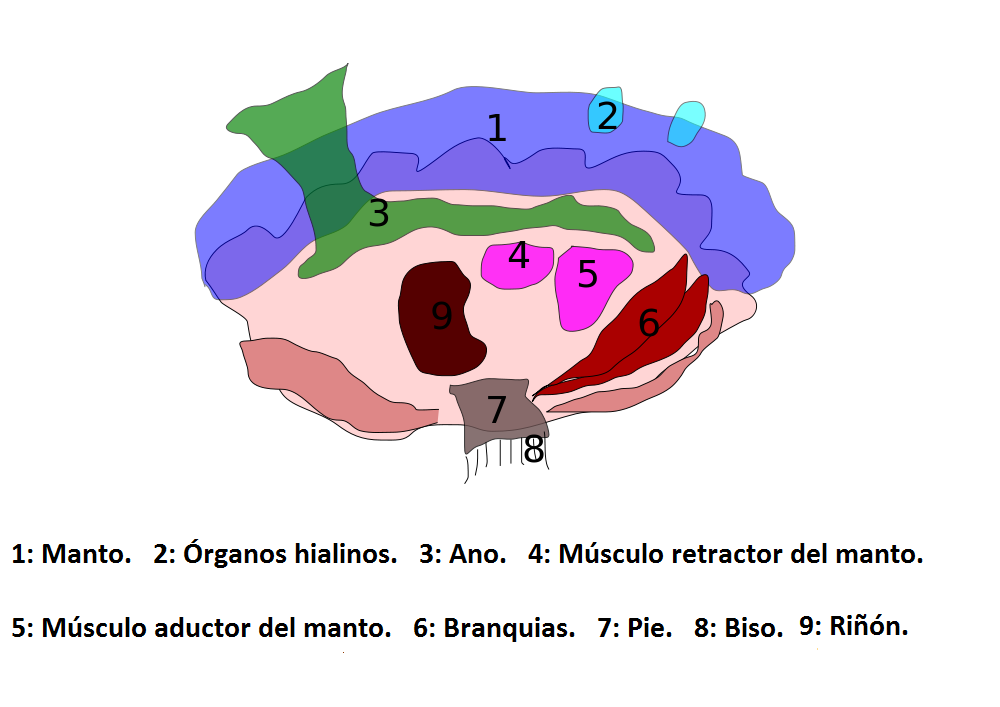
Anatomía de Tridacna

Tridacna es un género  de moluscos bivalvos marinos, de la familia Cardiidae.
Sus especies, junto a las del género Hippopus, se denominan comúnmente almejas gigantes. Son muy apreciadas, tanto como alimento, en el sudeste asiático, como en el comercio de acuariofilia internacional, por las impresionantes coloraciones de sus mantos.

## Especies
El Registro Mundial de Especies Marinas acepta las siguientes especies, valorando la UICN su estado de conservación:
- Tridacna crocea. Lamarck, 1819. Estado: Preocupación menor.
- Tridacna derasa. (Röding, 1798) Estado: Vulnerable A2cd.
- Tridacna gigas. (Linnaeus, 1758) Estado: Vulnerable A2cd.
- Tridacna maxima. (Röding, 1798) Estado: Preocupación menor.
- Tridacna mbalavuana. Ladd, 1934 Estado: Vulnerable B1+2c (valoración para T. tevoroa, aceptada como T. mbalavuana)
- Tridacna rosewateri. Sirenko & Scarlato, 1991 Estado: Vulnerable A2cd.
- Tridacna squamosa. Lamarck, 1819 Estado: Preocupación menor.
- Tridacna squamosina. Sturany, 1899 No evaluada.

## Morfología
Se caracterizan por presentar entre 4 a 7 ondulaciones, o proyecciones de forma triangular, en sus dos conchas. Asimismo, las valvas presentan, salvo en la especie T. derasa, unas hileras de escamas lobuladas, paralelas al margen superior. Posee músculos para cerrar y abrir la concha.
El músculo pedal es pequeño, en comparación con otros géneros de almejas, y tiene biso para anclarse al sustrato. El manto tiene dos sifones, el inhalante, cuya apertura está al ras del manto, y puede tener unos tentáculos para apartar partículas grandes, y el exhalante, que sobresale de la superficie en forma de cono.

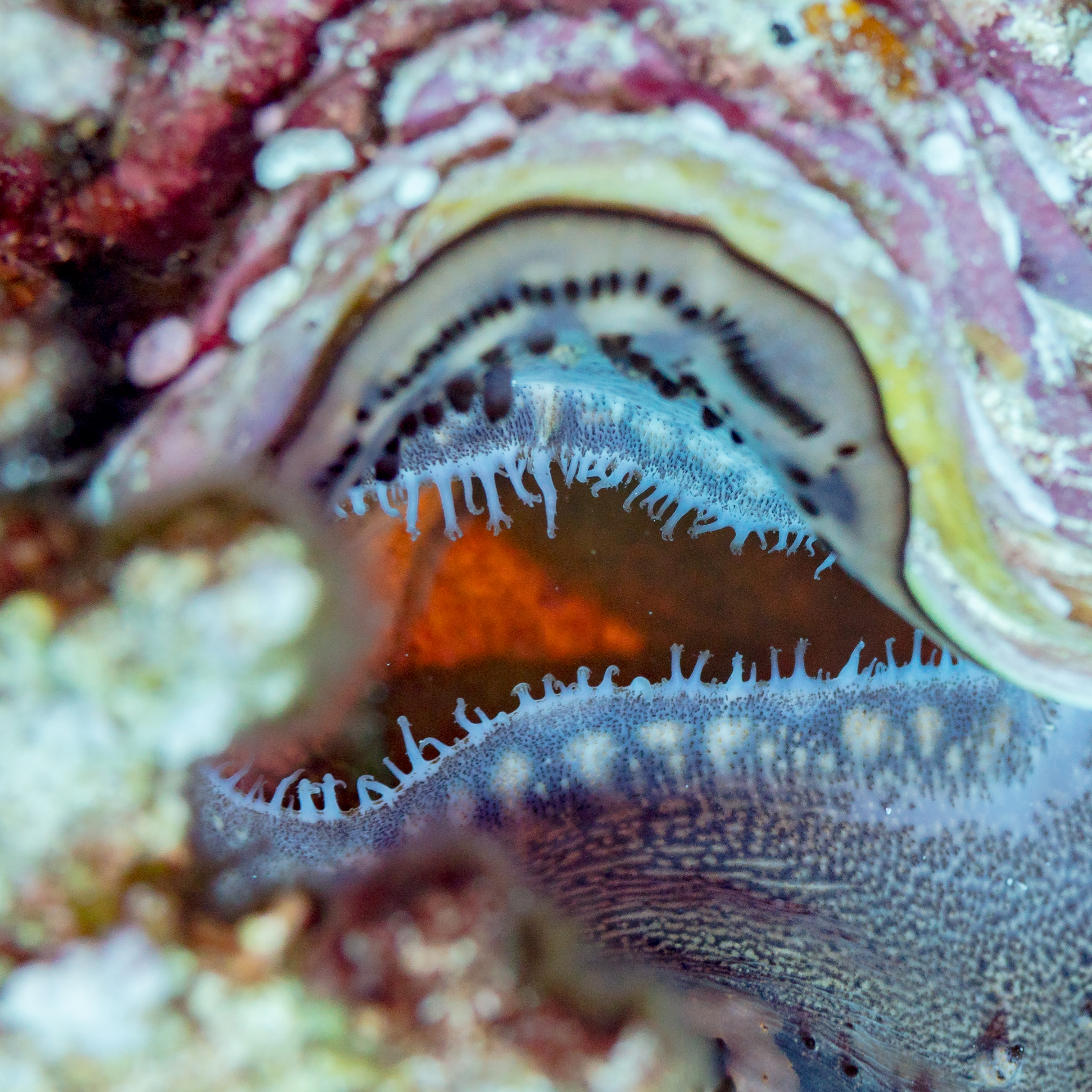
Sifón inhalante abierto con tentáculos de Tridacna.
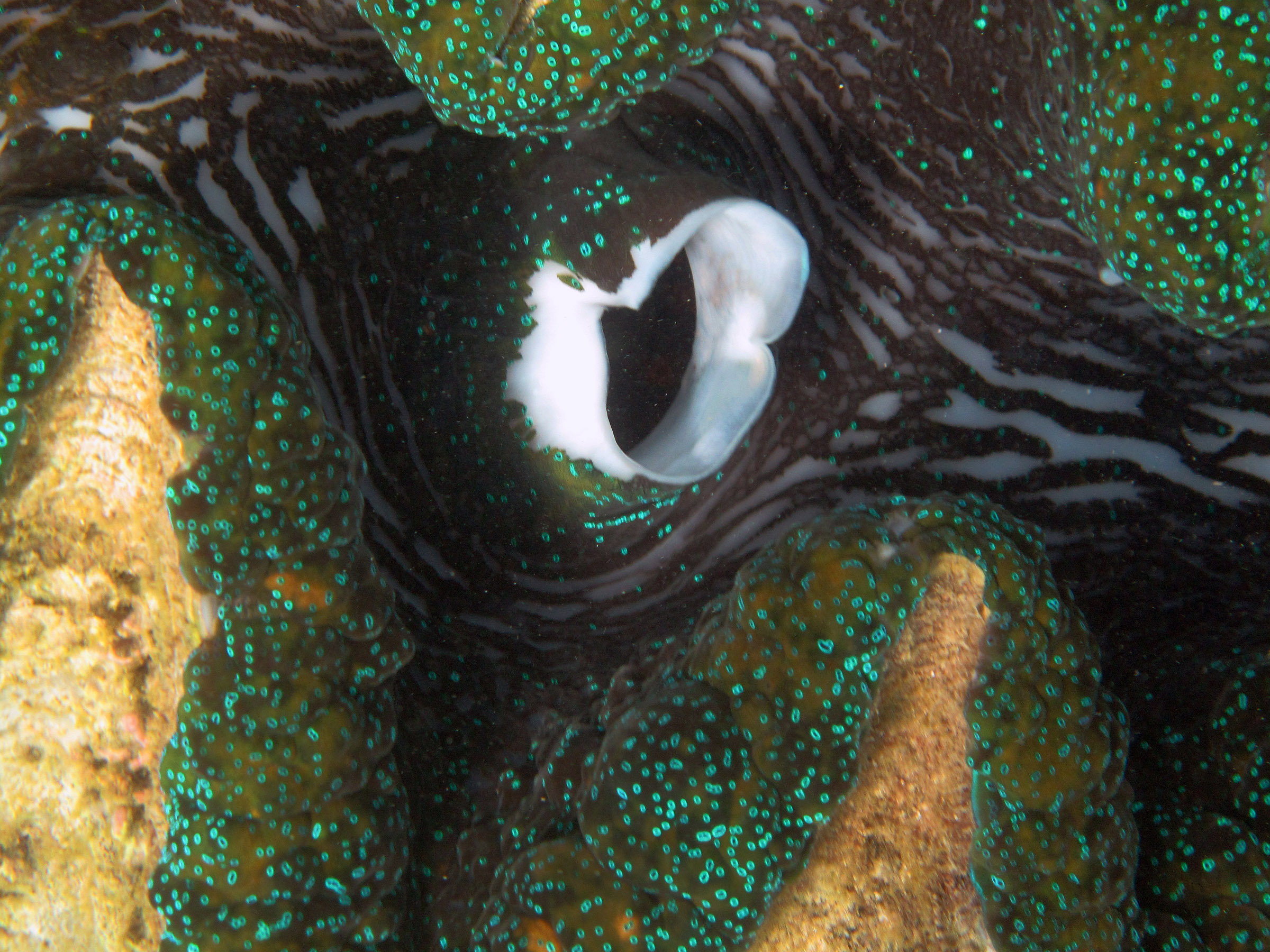
Sifón exhalante de Tridacna.
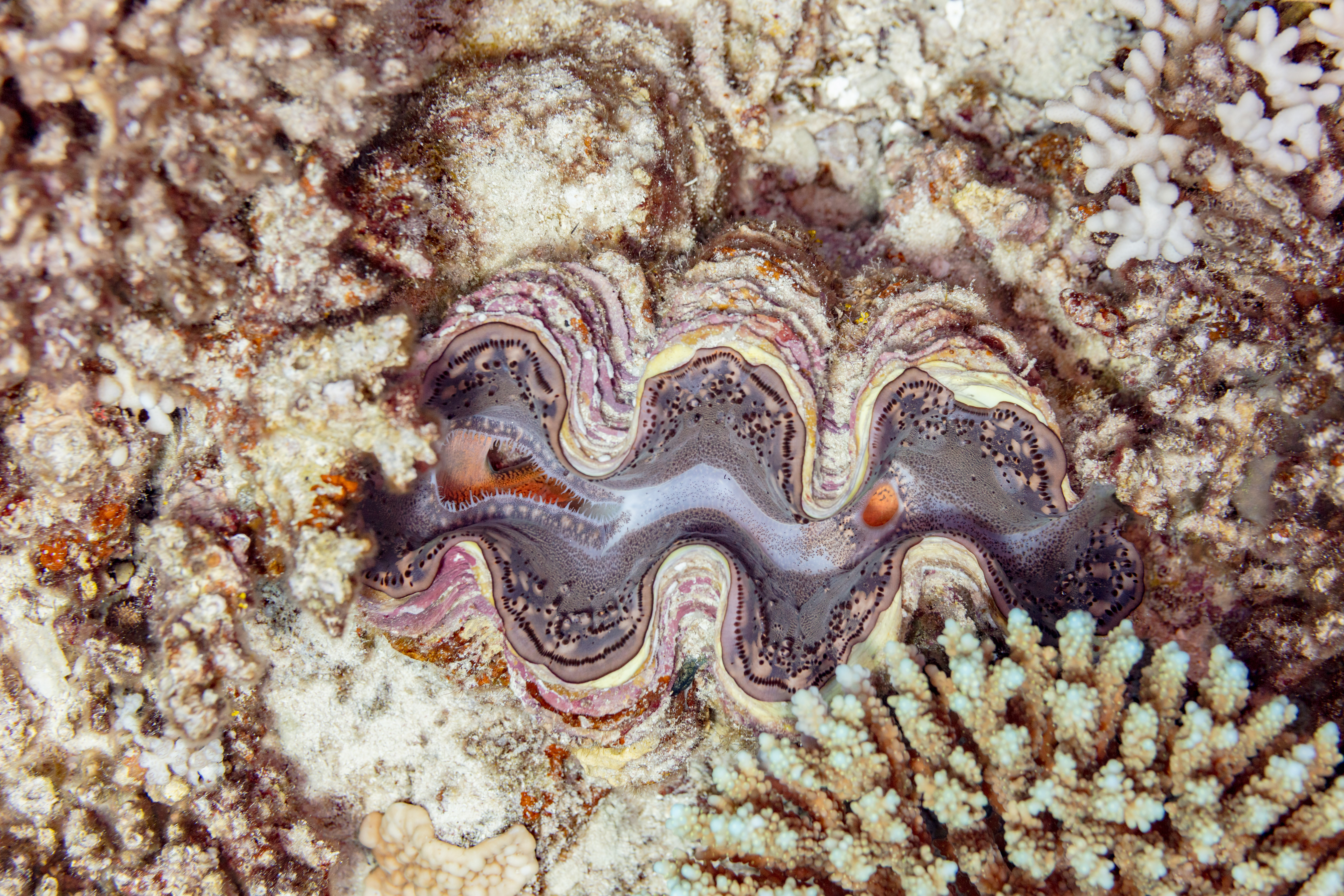
Vista de los dos sifones.

También posee iridóforos, o células que contienen pigmentos que reflejan la luz. La principal función de los pigmentos es proteger al animal de la luz excesiva y de la radiación ultravioleta. El manto puede tener órganos hialinos para potenciar la captación de luz.
Los patrones de colores y formas del manto, que las distinguen con claridad de otras almejas, pueden tener marrón, amarillo, azul, púrpura, verde, blanco o negro; en ocasiones con estrías, motas o estampados, y con combinaciones de los colores descritos. Ciertos estudios, demuestran que la especie T. crocea desarrolla una estrategia defensiva críptica frente a sus posibles predadores, mediante la adaptación de los colores del manto a los colores existentes en su entorno.
Sus tamaños van desde los 15 cm de T. crocea, hasta los 140 cm, en el caso de la especie T. gigas. Su rango de crecimiento promedio entre diferentes especies del género es de unos 2 mm por mes.

## Hábitat y distribución
Se encuentran en fondos arenosos y entre corales de arrecifes, normalmente en aguas someras soleadas y sin grandes corrientes.
Su distribución ocurre en aguas tropicales del Indo-Pacífico, desde la costa este africana, incluyendo el mar Rojo, hasta Hawái.

## Alimentación
Estas almejas conviven en simbiosis con algas unicelulares, llamadas zooxantelas, que viven dentro de las células que le dan color a aquellas. Las algas realizan la fotosíntesis produciendo oxígeno y azúcares, que son aprovechados por la almeja, y se alimentan de los catabolitos de la misma (especialmente carbono). Esto les proporciona entre el 75 y el 90% de sus necesidades alimenticias, por este motivo necesitan imperiosamente la luz. El resto lo obtienen atrapando plancton microscópico y materia orgánica disuelta en el agua, mediante sus branquias, o ctenidia.

## Reproducción

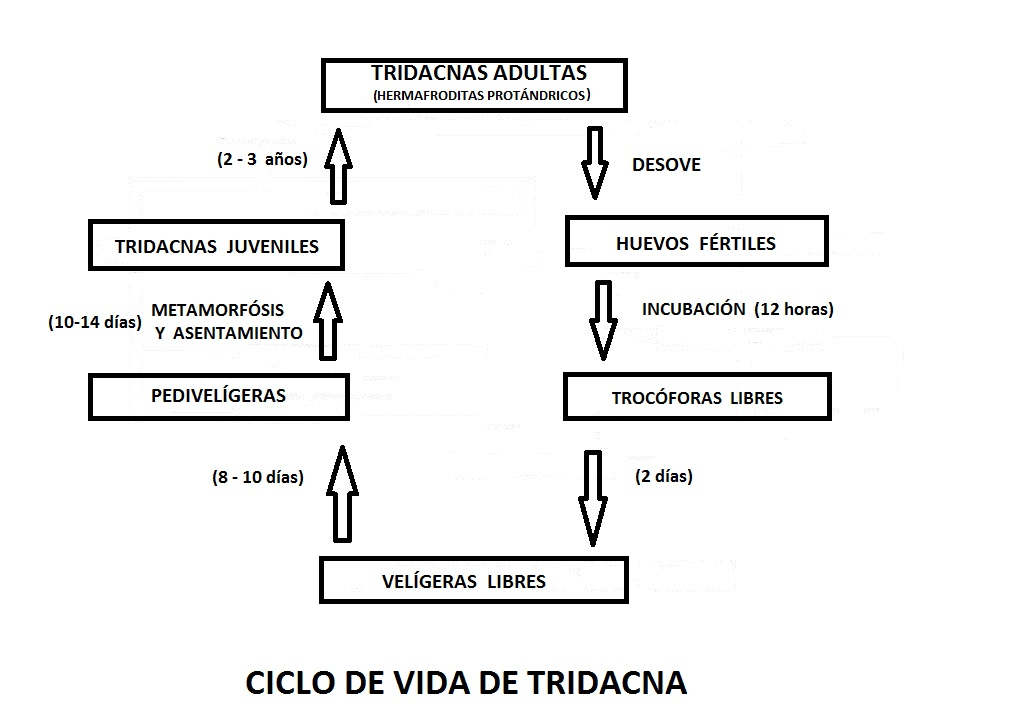

Son animales protándricos, que nacen todos machos, pero después del año se convierten en hermafroditas simultáneos. La fertilización es externa, expulsan primero el esperma y después los huevos, para evitar la autofertilización.
Los huevos fertilizados tienen un diámetro de unos 100.0 μm; en 12 horas se convierten en larvas trocóforas libres, y el segundo día, la larva se convierte en velígera y tiene una concha de unos 160.0 μm, desarrollando un pie en unos 8 a 10 días, lo que la convierte en pedivelígera, para facultar su asentamiento. Hacia el undécimo día, la larva se asienta en el sustrato con un tamaño medio de 190 μm. Al siguiente día del asentamiento, se completa la metamorfosis a su forma definitiva; y a los veinte días, las Tridacnas juveniles comienzan a adquirir zooxantelas en los tejidos de su manto, lo que incrementa notablemente su desarrollo y crecimiento. Hacia los 50 días, las conchas de los juveniles comienzan a mostrar signos de volverse opacas.
En unos 2 a 3 años las almejas alcanzan su estado adulto, y alcanzan la madurez sexual entre los 3 y los 7 años, dependiendo de la especie.

## Conservación
Las especies de almejas gigantes han sido sobre recolectadas, tanto para el mercado de alimentación, como para el de acuariofilia, resultando la disminución de las poblaciones de gran parte de las especies, en diversos hábitats naturales del género. De tal modo, que, por ejemplo, no se ven ejemplares de T. gigas en Fiyi desde hace 50 años.
Estas almejas están incluidas en el Apéndice II de CITES, que limita y requiere un permiso específico para el comercio con ellas. Cabe destacar el papel que los centros de maricultura vienen realizando en la recuperación y reintroducción de especies. Ejemplos como el trabajo del Centro Australiano para la Investigación Internacional en Agricultura, en colaboración con el Programa "Giant Clam" de la Universidad James Cook, permitieron reintroducir almejas gigantes en Tonga, en 1990.

## Galería

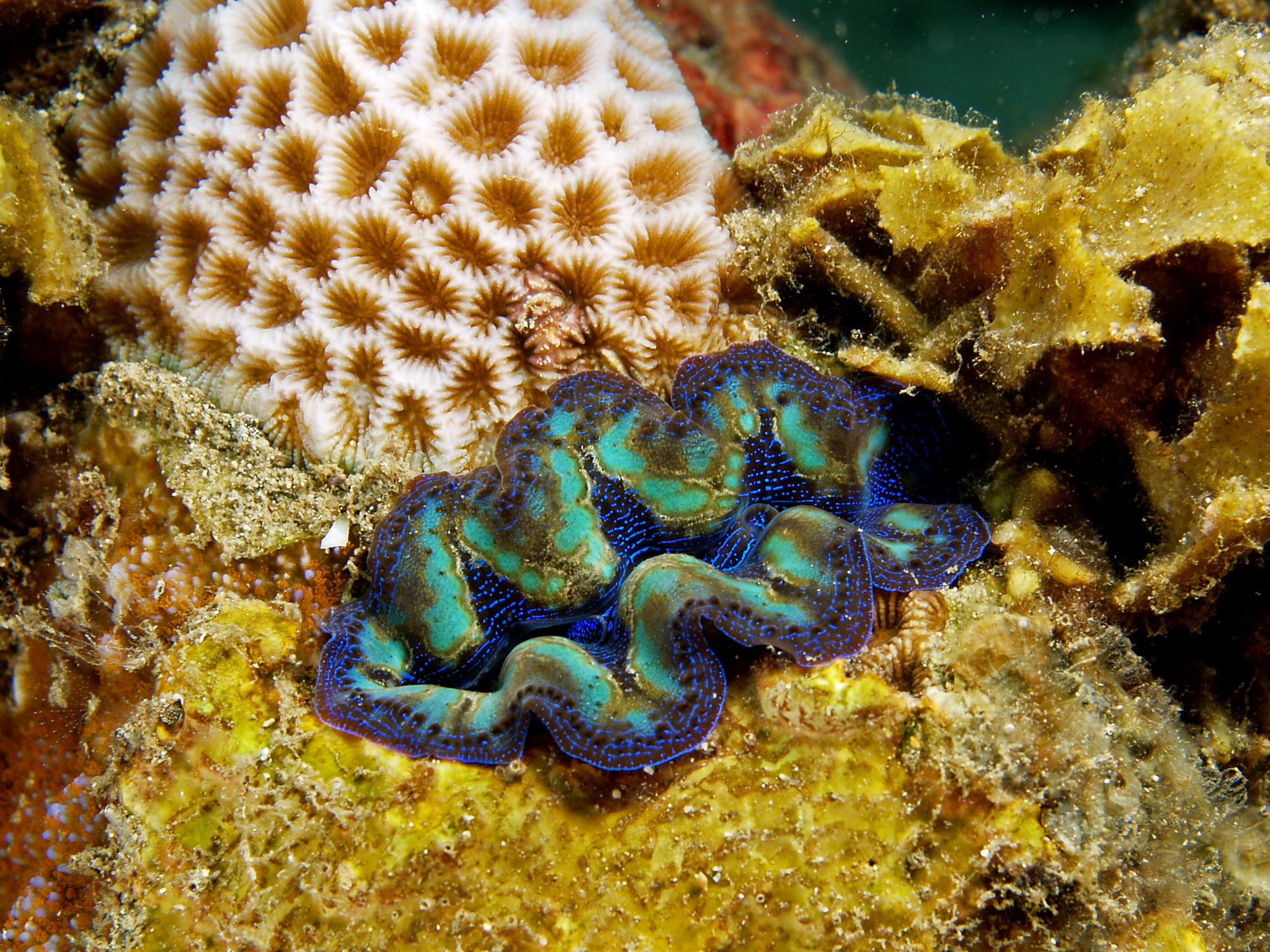
Tridacna crocea
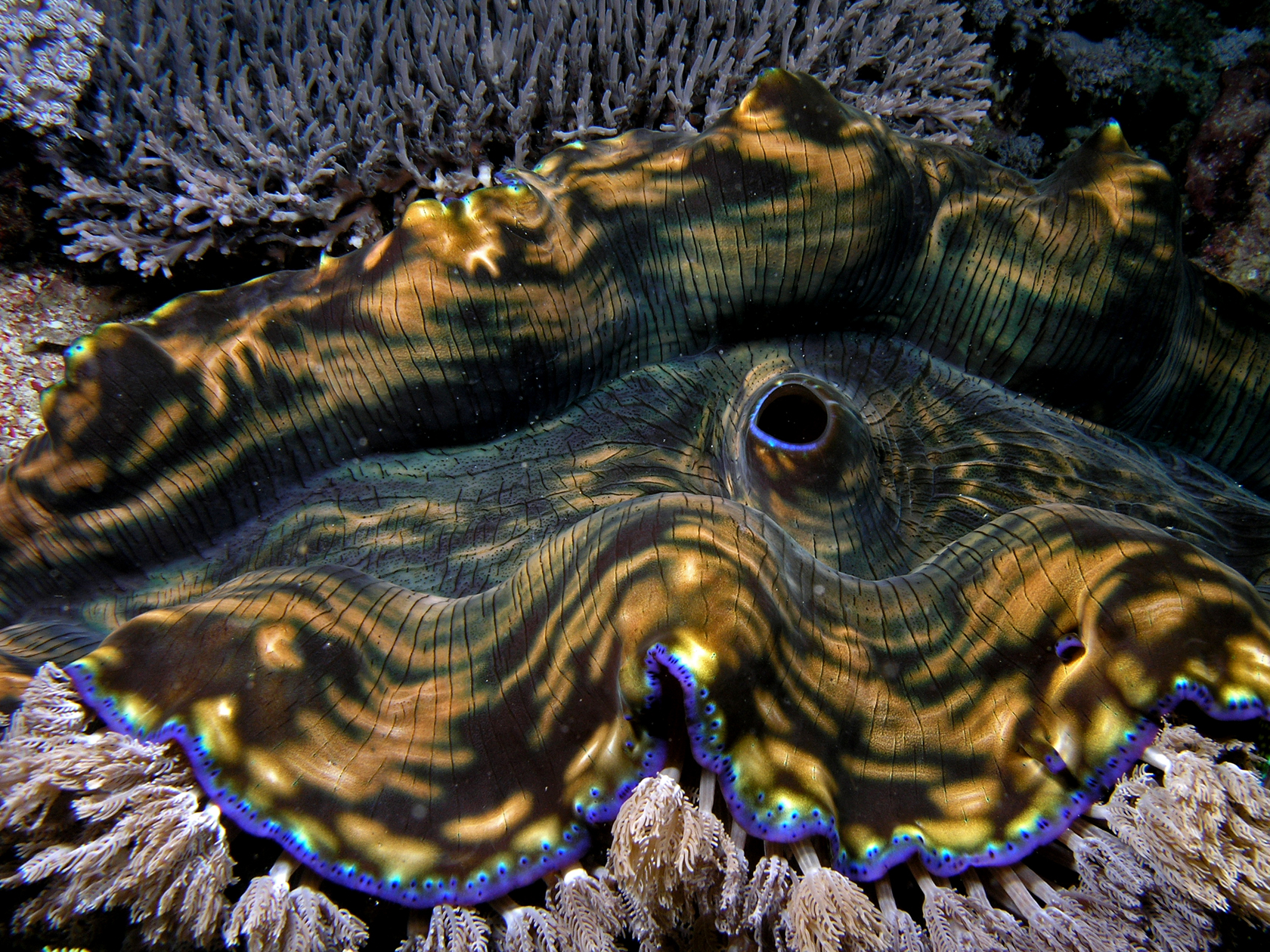
Tridacna derasa
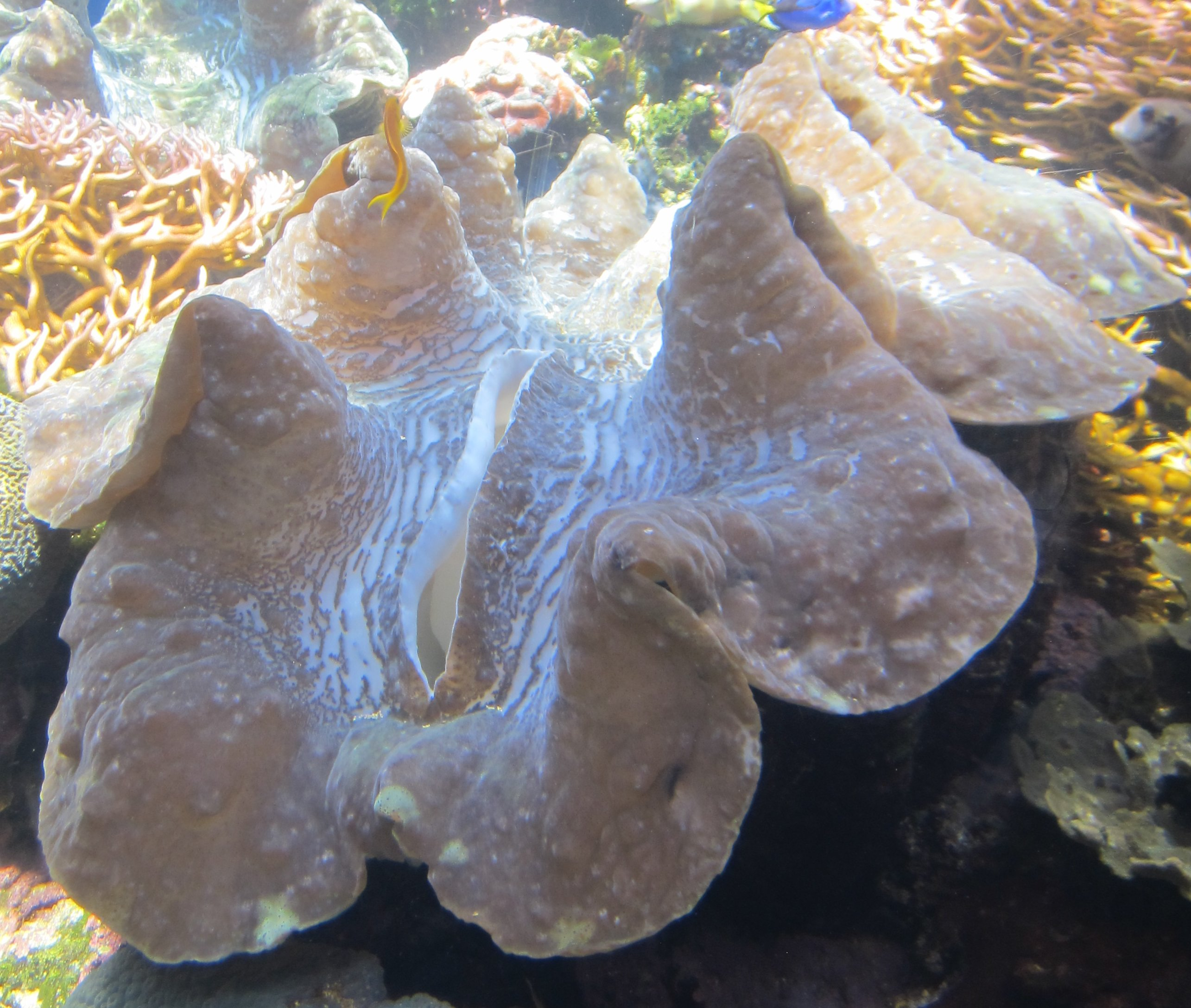
Tridacna gigas
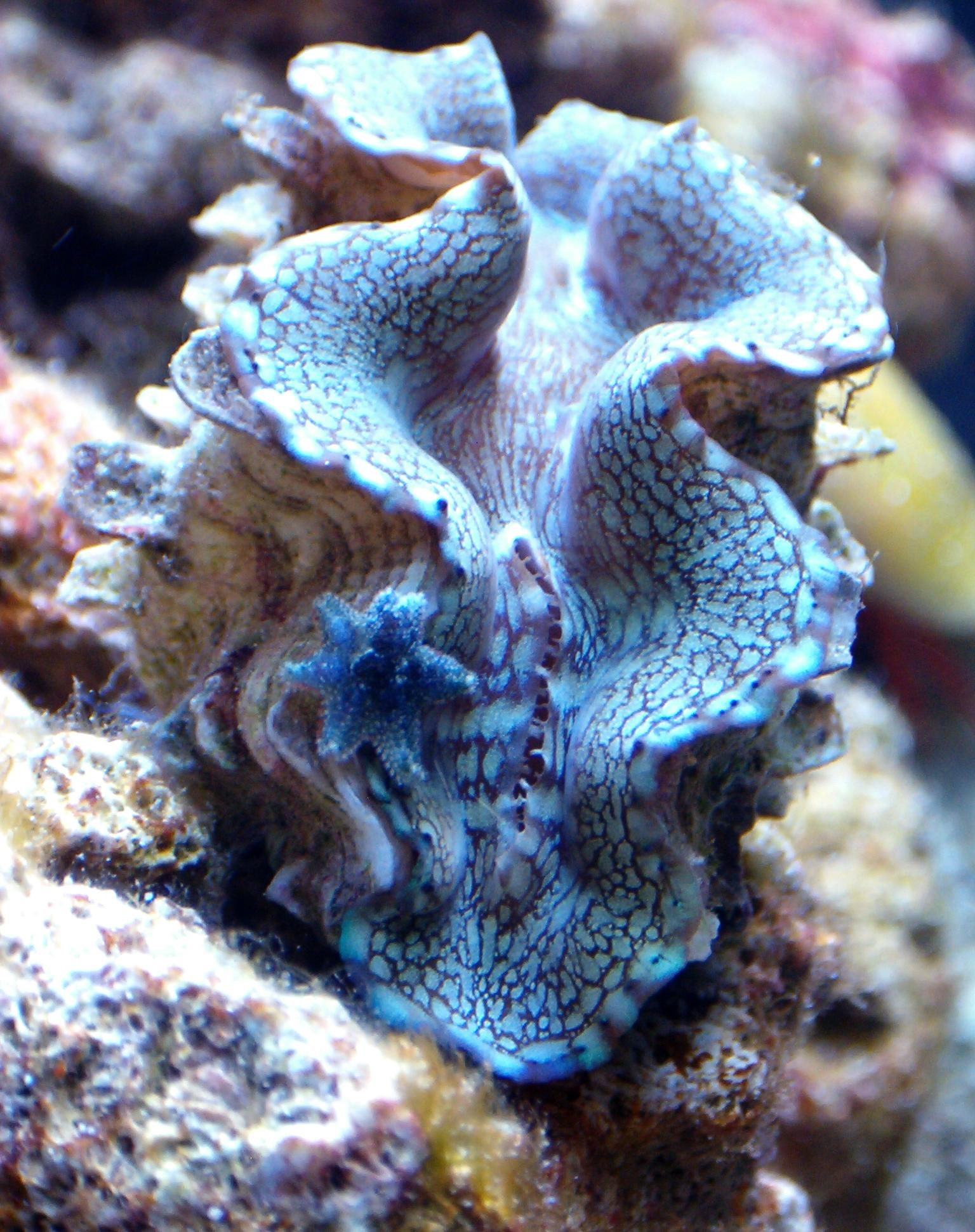
Tridacna squamosa
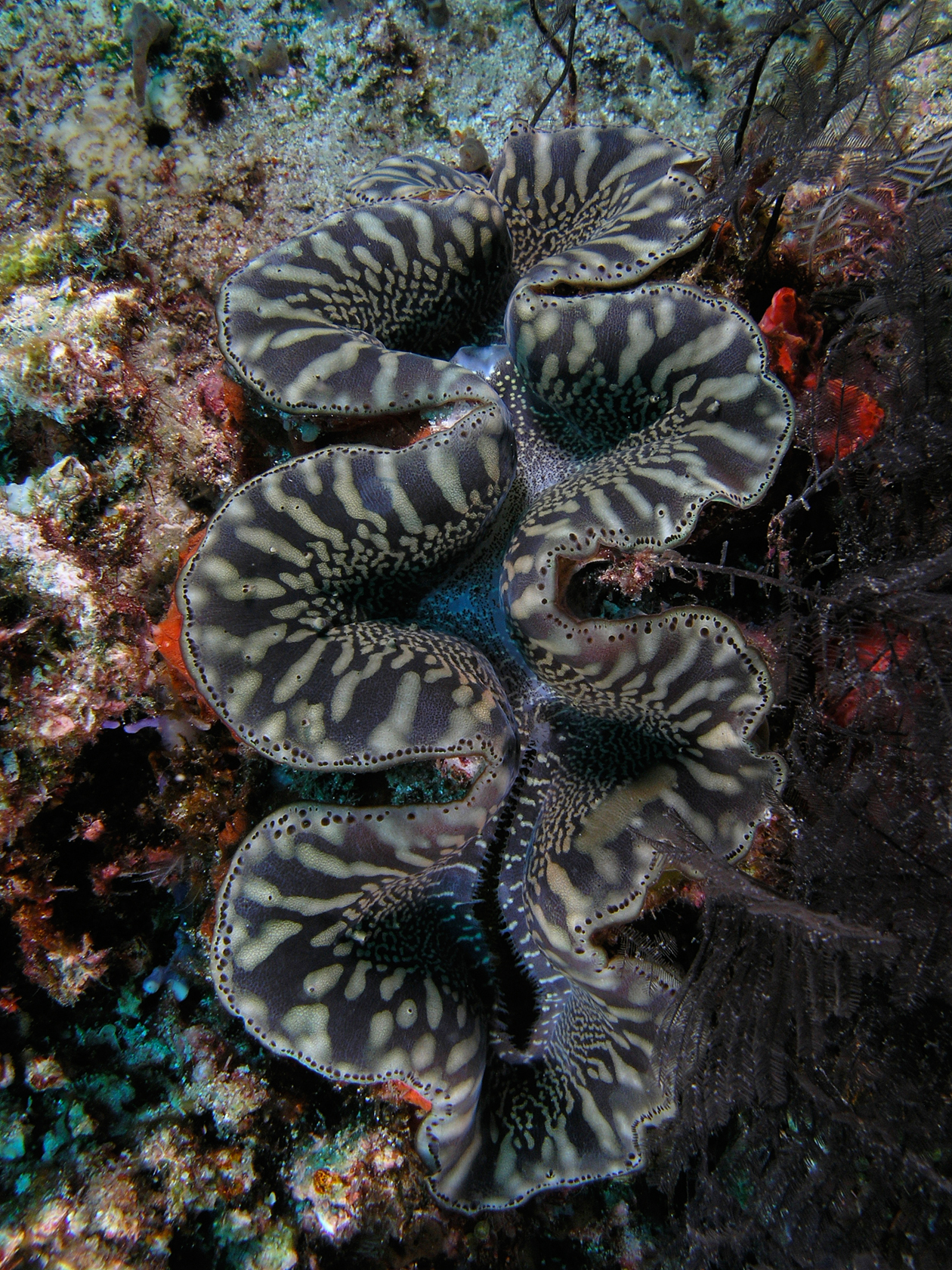
Tridacna sp en Komodo
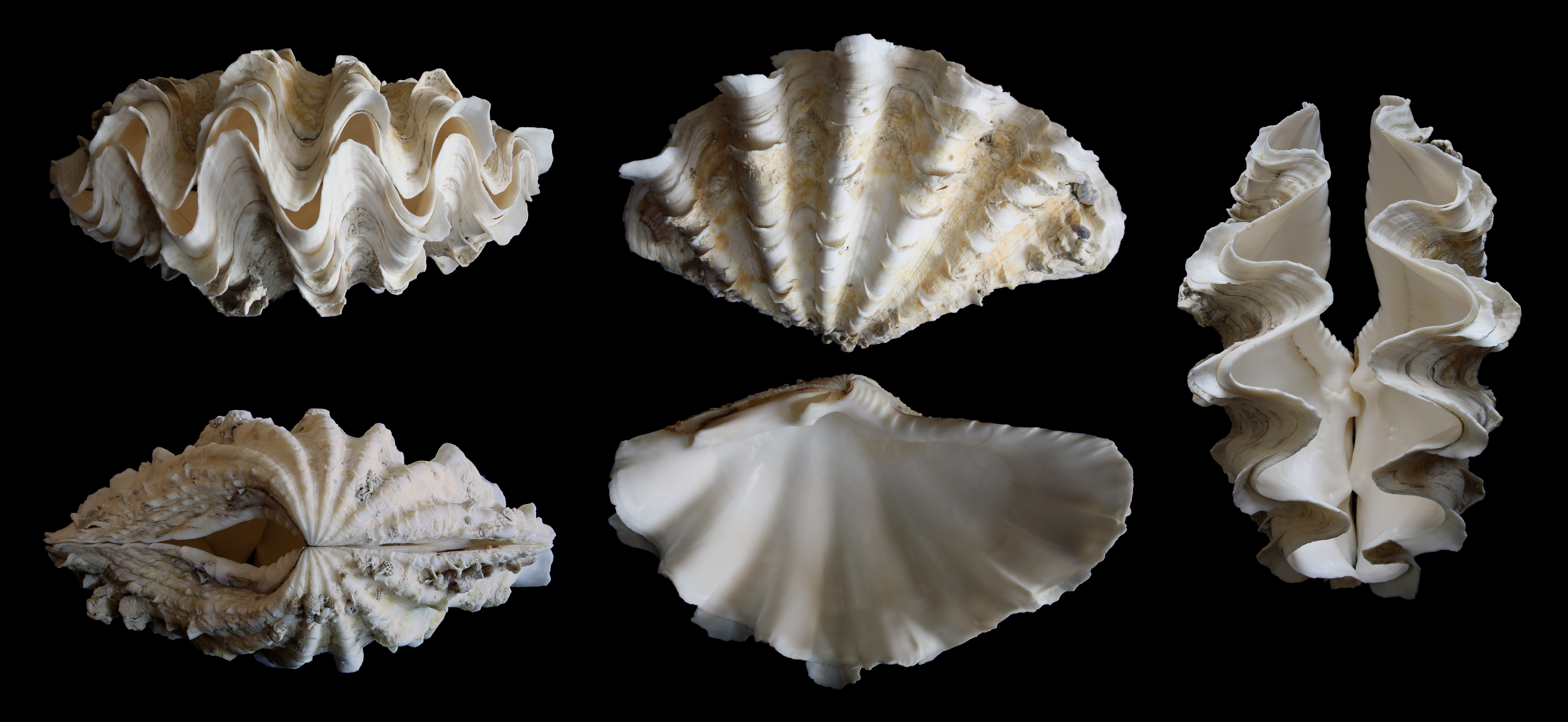
Tridacna costata
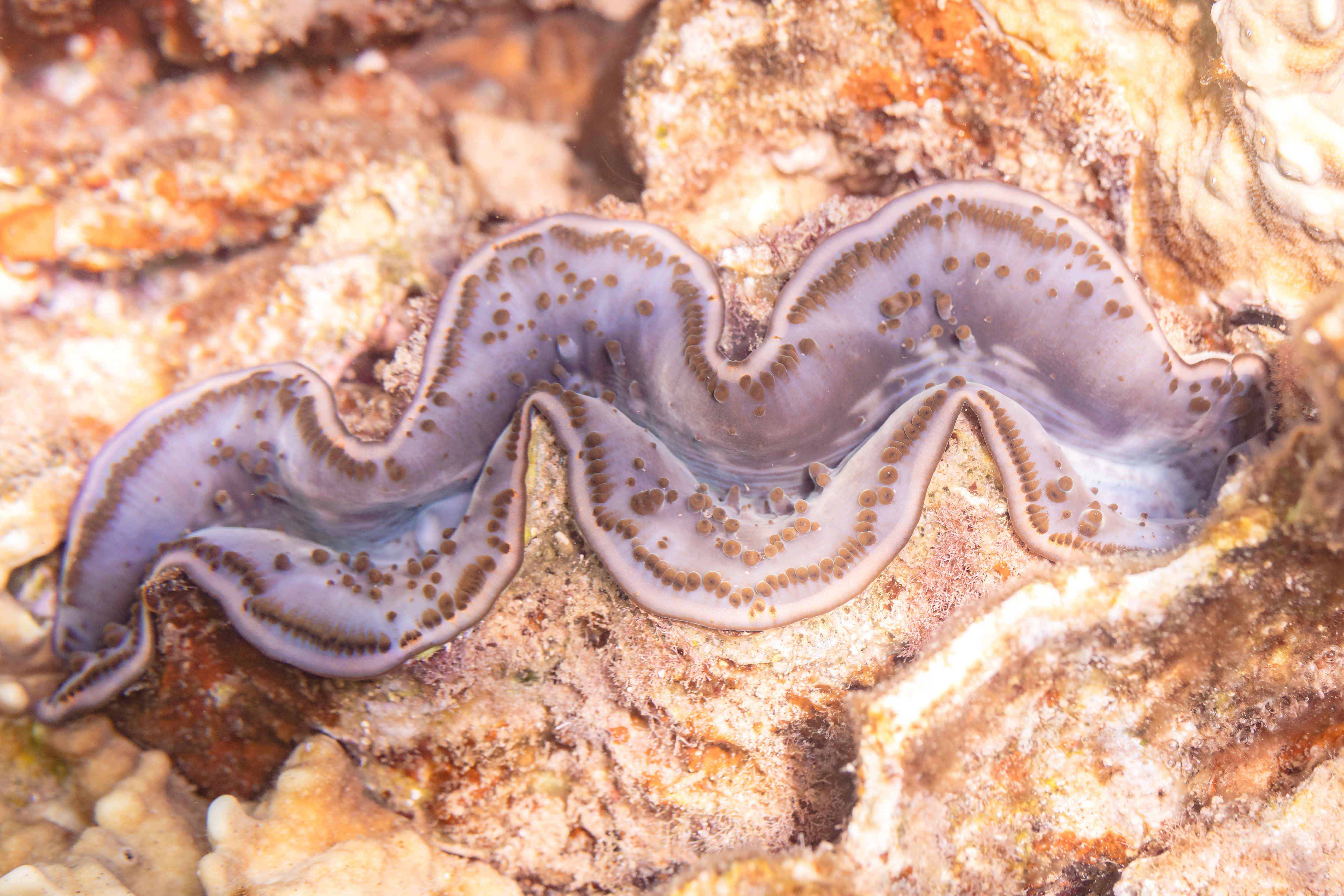
Tridacna maxima
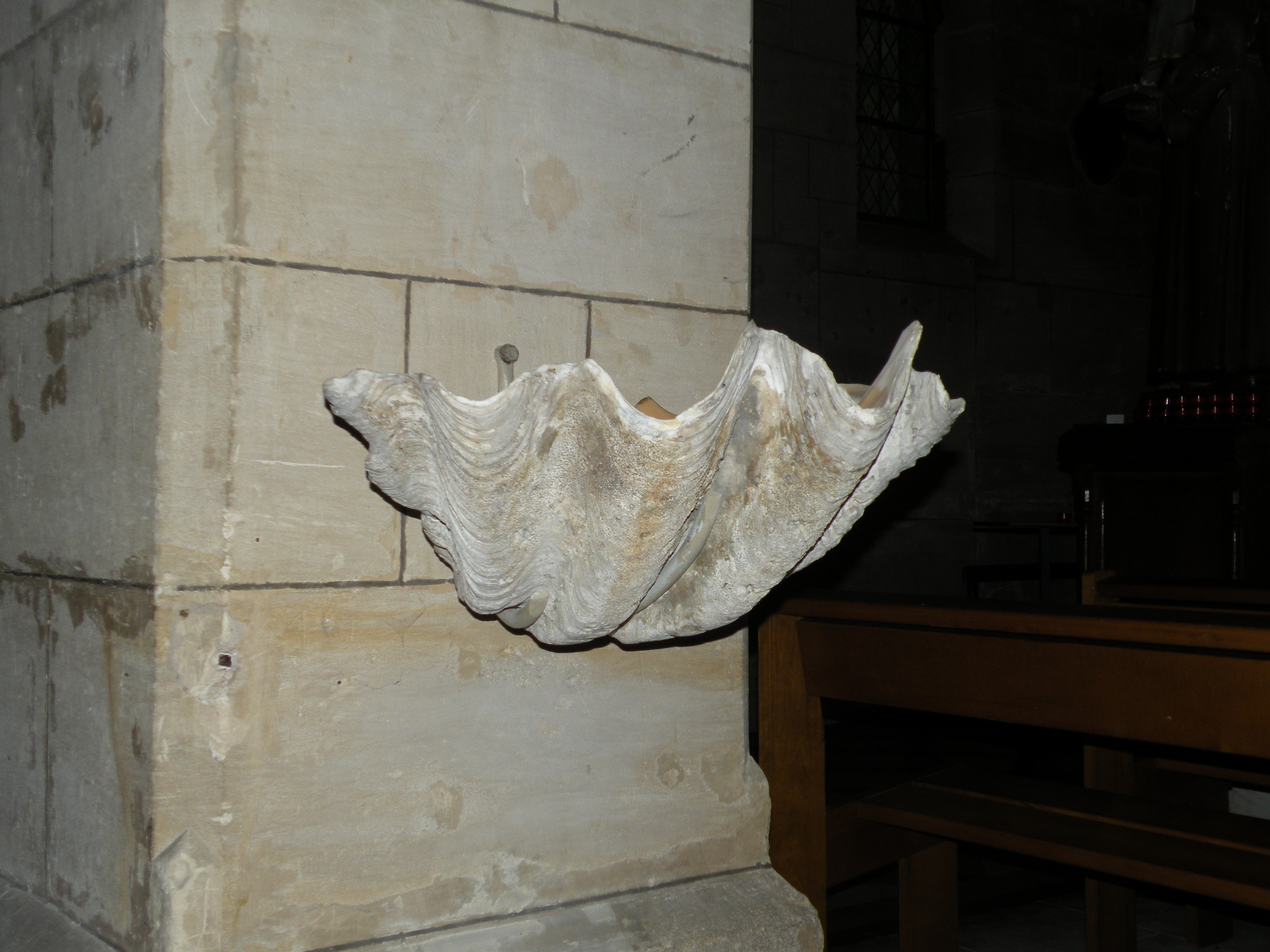
Valva de Tridacna gigas en la iglesia de Saint-Denis, Neuilly-en-Thelle, Francia.